# Boies Penrose
Boies Penrose (Philadelphia, 1860. november 1. – Washington, 1921. december 31.) az Amerikai Egyesült Államok szenátora (Pennsylvania, 1897–1921).